# Municipio de Grant (condado de Dallas, Misuri)
El municipio de Grant (en inglés: Grant Township) es un municipio ubicado en el condado de Dallas en el estado estadounidense de Misuri. En el año 2010 tenía una población de 1270 habitantes y una densidad poblacional de 8,94 personas por km².

## Geografía
El municipio de Grant se encuentra ubicado en las coordenadas 37°45′49″N 93°6′51″O / 37.76361, -93.11417. Según la Oficina del Censo de los Estados Unidos, el municipio tiene una superficie total de 142.05 km², de la cual 141,89 km² corresponden a tierra firme y (0,11 %) 0,16 km² es agua.

## Demografía
Según el censo de 2010, había 1270 personas residiendo en el municipio de Grant. La densidad de población era de 8,94 hab./km². De los 1270 habitantes, el municipio de Grant estaba compuesto por el 95,35 % blancos, el 0,16 % eran afroamericanos, el 1,89 % eran amerindios, el 0,31 % eran asiáticos, el 0,24 % eran isleños del Pacífico y el 2,05 % eran de una mezcla de razas. Del total de la población el 1,34 % eran hispanos o latinos de cualquier raza.